# Modułowość mózgu
Modułowość mózgu – propozycja uznania mózgu za strukturę złożoną z hipotetycznych „modułów” (zob. „moduł” w informatyce) – programów typu wejście-wyjście, działających w mózgu człowieka w czasie analizowania różnego rodzaju problemów (np. nacechowanych moralnie).

## Podstawowe założenia
Wśród naukowców, którzy przyczynili się do powstania hipotezy „mózgu modułowego” i do jej rozwoju są wymieniani: William Donald Hamilton i Robert Trivers (twórcy koncepcji altruizmu krewniaczego i odwzajemnionego), Ronald Fisher, Jerry Alan Fodor (koncepcja wyspecjalizowanych modułów obliczeniowych i systemu centralnego wyższego rzędu), Steven Pinker (hierarchia i synchronizacja wielu modułów), Leda Cosmides i John Tooby (UCSB Center for Evolutionary Psychology, twórcy psychologii ewolucyjnej, zwolennicy Massive Mental Modularity).
Zgodnie z ostatnią z wymienionych hipotez umysł człowieka: 
1. jest „maszyną Turinga”, powstałą w wyniku ewolucji jako odpowiedź na naciski selekcyjne („fitness” zależne od poprawności i szybkości reakcji w typowych sytuacjach życiowych)
2. reguluje zachowania na podstawie informacji docierających ze współczesnego środowiska (nie jest w pełni dostosowany)
3. ma strukturę wrodzoną; składa się z autonomicznych, ściśle wyspecjalizowanych modułów obliczeniowych, utworzonych w okresie plejstocenu w wyniku ewolucyjnych adaptacji do ówczesnego środowiska (w grupach ludzi pierwotnych, zajmujących się łowiectwem i zbieractwem); większość modułów działa bez udziału świadomości
4. nie ma struktury hierarchicznej (centralnej jednostki sterującej)

W takiej rozproszonej strukturze mogą występować bardzo gęste sieci połączeń lokalnych i niewielka liczba szybkich połączeń między odległymi obszarami mózgu (mała liczba kroków połączeń między modułami).
Wśród modułów wymienia się m.in. moduły: rozpoznawania twarzy, postrzegania ciał w ruchu, uznawania istnienia stanów mentalnych innych osób (teoria umysłów), kompetencji lingwistycznych, wykrywania oszustów i kłamców i wiele innych.

## Przykłady modułów etycznych
Według współczesnych założeń (prace są w toku) przyjmuje się, że modułami etycznymi (moralnymi) o podstawowym znaczeniu są:
1. moduł wzajemności[8]
2. moduł wrażliwości na cierpienie[9]
3. moduł hierarchii[9]
4. moduł koalicji (podziału na grupy własne i obce)[10]
5. moduł czystości (również „świętości” – czystość duchowa i fizyczna)[11]

Moduły 1 i 2 bywają uznawane za elementy „etyki autonomii”, moduły 3 i 4 – za elementy „etyki społeczności” i moduł 5 – za odpowiednik „etyki boskości”.
Uważa się, zróżnicowanie powstających na Ziemi kultur pod względem moralności jest spowodowane różną wagą, jaka jest w nich przywiązywana do poszczególnych aspektów wymienionych pięciu modułów.

### Moduł wzajemności
Warunkiem trwałości grup społecznych jest wymiana społeczna, zgodna z umowami. Uważa się, że wzajemność wynika z potrzeb wrodzonych i jest oparta na intuicyjnym zaufaniu. W społecznościach ludzkich przyjęła charakter społecznej wymiany długotrwałej, która mogła być realizowana od kiedy człowiek opanował umiejętność odraczania gratyfikacji (powstrzymywania się na pewien czas od działania) oraz rozpoznawania i karania „oszustów” (osobników nie przestrzegających warunków umowy społecznej). Udział w realizacji umów może wywoływać takie emocje moralne, jak poczucie sprawiedliwości, współczucie, poczucie winy, wstyd, gniew, pogarda; jest źródłem takich cnót, jak sprawiedliwość, rzetelność, uczciwość, cierpliwość.
Według Vernona Smitha instynktowny odruch wzajemności jest silniejszy niż potrzeba sprawiedliwości i współczucie. Wykorzystują to np. instytucje organizujące zbiórki na cele charytatywne – dołączenie do prośby drobnego upominku pozwala podwoić zebrane kwoty. Bliższe informacje o działaniu modułu wzajemności we współczesnym społeczeństwie są wykonywane z wykorzystaniem różnych form gier społecznych, takich jak gry negocjacyjne (np. dylemat więźnia, gra ultimatum, gra dyktator).

### Moduł wrażliwości na cierpienie
Przypuszcza się, że odczuwanie współczucia w czasie obserwacji cierpienia innych było początkowo adaptacją związaną z macierzyństwem. Szybkie reakcje matek na sygnały dziecka o lęku lub głodzie (powszechne w naturze) zwiększały fitness. Przetrwaniu sprzyjało również okazywanie potomstwu współczucia, które prowadziło do zacieśniania korzystnych rodzinnych więzi (było prawdopodobnie naśladowane przez nowe pokolenie).

### Moduł hierarchii
Ogólnie znane są wyniki obserwacji grup ludzi i stad zwierząt, które wskazują, że hierarchia społeczna jest zjawiskiem powszechnym. Sprzyjała ewolucji naczelnych. Również wśród współczesnych ludzi dominacja jednostek lub grup nad innymi występuje wszędzie – pełny egalitaryzm nie istnieje, a status społeczny ma wielkie znaczenie we wszystkich sferach życia. W tej sytuacji pojawiają się takie emocje jak szacunek i podziw, ale również uraza, poczucie winy, wstyd, zażenowanie. Mogą kształtować się takie cnoty, jak szacunek, lojalność, posłuszeństwo.

### Moduł podziału na grupy własne i obce

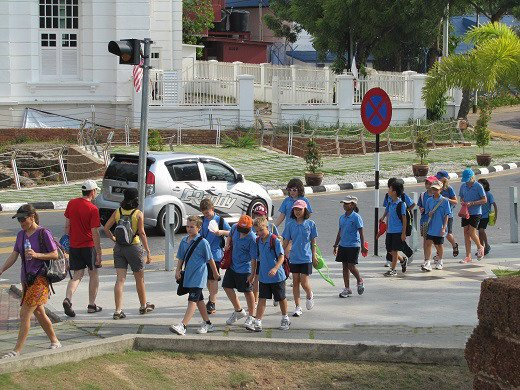
Nasza klasa (koalicja)

Grupy (koalicje) tworzą wszystkie ssaki społeczne. Wśród ludzi zachodzi to szybko i spontanicznie. Cele grup często wzajemnie się wykluczają. Poprawne rozpoznanie własnej koalicji jest zadaniem skomplikowanym, wykonywanym przez odrębny moduł. W Center for Evolutionary Psychology, University of California, Santa Barbara sprawdzano m.in. w jakim stopniu na określanie przynależności do grupy własnej i obcej wpływa dostrzegalna przynależność rasowa (w czasie wczesnej ewolucji Homo sapiens kontakt z grupami obcymi rasowo, które mogłyby być uznane za wrogie, prawdopodobnie nie był możliwy). Osobami badanymi byli studenci i studentki (ok. 1:1) w wieku śr. 19 lat, pochodzenia europejskiego i azjatyckiego. W czasie testów stwierdzono, że uczestnicy z łatwością zauważają zmieniające się wzory korporacji (np. kolor koszul „swoich“ i „obcych“), nie zwracając uwagi na rasę.
Odróżnianie członków własnych i obcych koalicji może wywoływać emocje negatywne lub pozytywne, takie jak wzajemna niechęć niepalących i palaczy (np. odpowiednio pogarda i gniew z powodu zakazów), wzajemna pogarda lub wrogość wyznawców różnych religii (zob. religia i moralność według R. Dawkinsa), współczucie dla niepełnosprawnych, wdzięczność za udzieloną pomoc, wstyd z powodu uchylenia się od pomocy. Skutkiem działania w koalicjach mogą być takie cnoty, jak zaufanie, współpraca poświęcenie, lojalność, patriotyzm, bohaterstwo.

### Moduł czystości
Czystość to brak fizycznego brudu albo cnota czystości (np. cnota czystości chrześcijańskiej; zob. symbole czystości i dziewiczości św. Barbary na Ołtarzu Werla). Moduł czystości, analogicznie do innych modułów, obejmuje cały zakres skali emocji, od skrajnie negatywnych (wstręt, odraza, obrzydzenie) do skrajnie pozytywnych (czystość, „boskość”, „świętość”).
Przypuszcza się, że oznaki wstrętu dotyczyły pierwotnie głównie nieodpowiedniego pożywienia, które mogło zagrażać zdrowiu, np. zepsutego mięsa. Opanowanie umiejętności przekazywania innym członkom stada (grupy społecznej) oznak obrzydzenia – informacji, że znaleziona padlina jest niejadalna – było prawdopodobnie cennym dostosowaniem pierwotnych ludzi. Uważa się, że obecnie wstręt odczuwają wyłącznie ludzie, którzy nabywają go dopiero w dzieciństwie (nie jest wrodzony).
W czasie odczuwania obrzydzenia jest aktywna wyspa, długo uznawana za obszar wyspecjalizowany w analizie jakości wrażeń węchowych. Obecnie wiadomo, że uczestniczy w kształtowaniu się postaw niechęci do trędowatych, niektórych niepełnosprawnych, dewiantów lub niezgodnych z obyczajem zachowań seksualnych. Tak szeroki zakres emocji, powiązanych z aktywnością wyspy, jest źródłem wielu metafor. Popularne są np. określenia „śmierdząca sprawa” lub „uczucie niesmaku”, stosowane np. w odniesieniu do nieakceptowanych decyzji polityków, defraudacji lub znajomych, którzy zawiedli zaufanie. Bodźce, które wywołują uczucie wstrętu, są zależne od kultury danej społeczności. Amerykanie często reagują wstrętem na naruszanie praw i łamanie godności jednostki, Japończycy – częściej na zakłócenia struktury społecznej, określającej miejsce jednostki w społeczeństwie. W różnych „śmierdzących przypadkach” pojawiają się ekspresje mimiczne, podobne do wyrażających odrazę do nieapetycznego posiłku lub do ekskrementów.

### Moduł interpretujący, podejmowanie sądów i decyzji
Michael S. Gazzaniga twierdzi, że poczucie własnej tożsamości człowiek zawdzięcza strukturze nazwanej przez niego „interpretatorem”, znajdującej się w lewej półkuli mózgu, uznawanej za kolejny moduł. W tej strukturze zachodzi nieustanne porządkowanie danych docierających z rozproszonych innych struktur – tworzenie spójnej „historii osobistej”.
Jeden z przykładów działania interpretatora, opisywanych przez Gazzanigę, dotyczy reakcji grupy studentów Jonathana Haidta na opowiadanie o seksie rodzeństwa, które podjęło taką jednorazową próbę przez ciekawość (z zachowaniem maksymalnych zabezpieczeń przed niepożądaną ciążą). Młodzi ludzie stwierdzili, że przeżycie było bardzo przyjemne, a wspólna tajemnica dodatkowo ich zbliżyła. Studenci spontanicznie zareagowali na opowiadanie odrazą, co było oczekiwane, ponieważ uważa się, że tabu kazirodztwa, które obowiązuje we wszystkich kulturach, jest wrodzonym silnym mechanizmem zabezpieczającym przed negatywnymi skutkami wsobności. Na pytanie, dlaczego uważają, że kazirodztwo jest złem, bez powodzenia poszukiwali „racjonalnego uzasadnienia”. Swoją publikację z roku 2001 Haidt zatytułował The emotional dog and its rational tail: A social intuitionist approach to moral judgment (metafora „emocjonalny pies macha racjonalnym ogonem” jest często stosowana w piśmiennictwie).
Michael S. Gazzaniga opisał przypadki swoich pacjentów, którzy zostali poddani operacji przecięcia spoidła wielkiego (brak możliwości przekazywania informacji między półkulami). W jednym z eksperymentów osobę badaną proszono o wykonanie określonej czynności, korzystając z bodźców wizualnych, kierowanych do prawego oka (np. napis „proszę podnieść leżący na stole banan”). Do lewej „myślącej” półkuli docierała tylko informacja wzrokowa o wykonywanej czynności (podnoszę banan). Zapytany „Dlaczego to zrobiłeś?” pacjent bez wahania wyjaśniał swoje działanie w sposób „racjonalny” (np. lubię banany) – brak wiedzy o rzeczywistej przyczynie był natychmiast uzupełniany ex-post, prawdopodobnie na podstawie osobistej historii (zbioru obrazów – powiązanych umysłowych reprezentacji podobnych zdarzeń, przechowywanych w pamięci).
Różnica między sposobami rozstrzygania dylematów moralnych przez lewą i prawą półkulę mózgu (racjonalnie i emocjonalnie) ma duży wpływ na przebieg i wyniki procesu podejmowania decyzji. Gazzaniga przypuszcza, że efekty pracy lewopółkulowego interpretatora mogą być mniej trafne. Interpretator próbuje tworzyć ze zbioru dostępnych informacji, odbieranych pojedynczo w danej chwili i w przeszłości, „własną teorię” otoczenia – zrozumiały obraz świata (ten proces Gazzaniga wiąże z powstawaniem jaźni i ja). Taki obraz ułatwia przewidywanie przyszłych zdarzeń, jednak jest tylko modelem. W czasie podejmowania świadomych decyzji o swoich zachowaniach człowiek może podświadomie ignorować lub błędnie interpretować informacje, które „nie pasują” do tego obrazu.